# Stavědlo

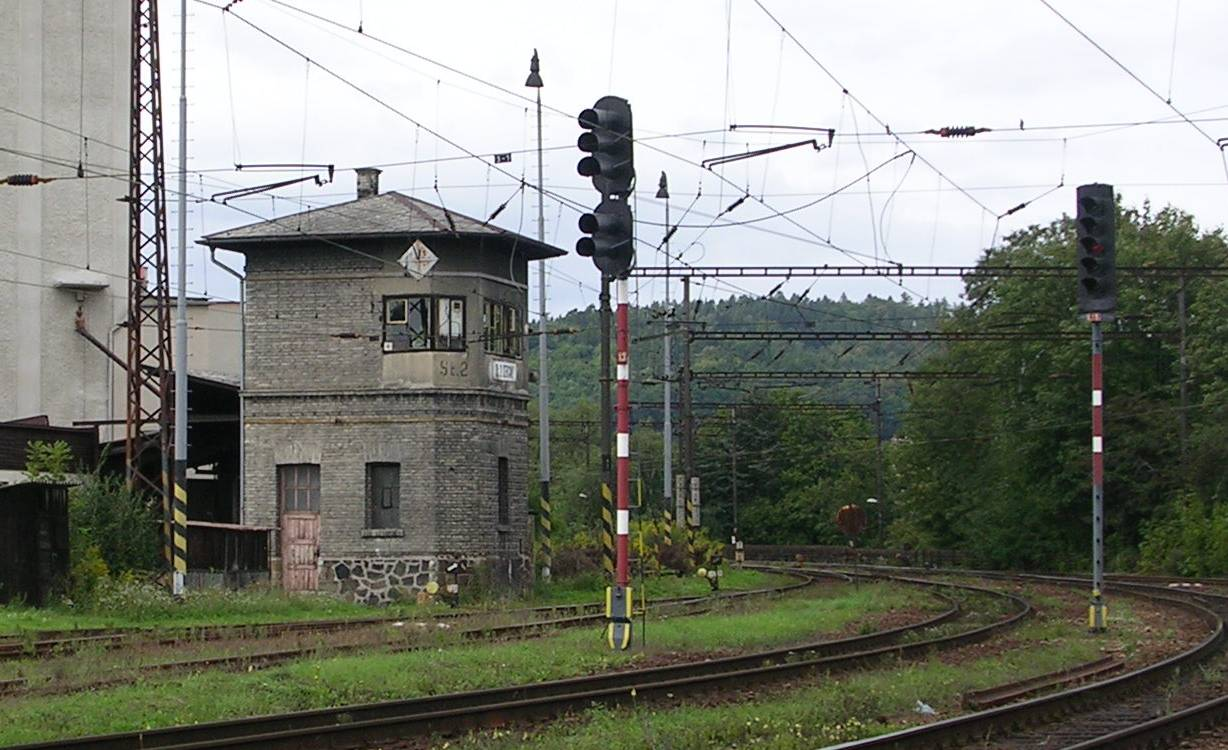
Stavědlo č. 2 ve stanici Čerčany

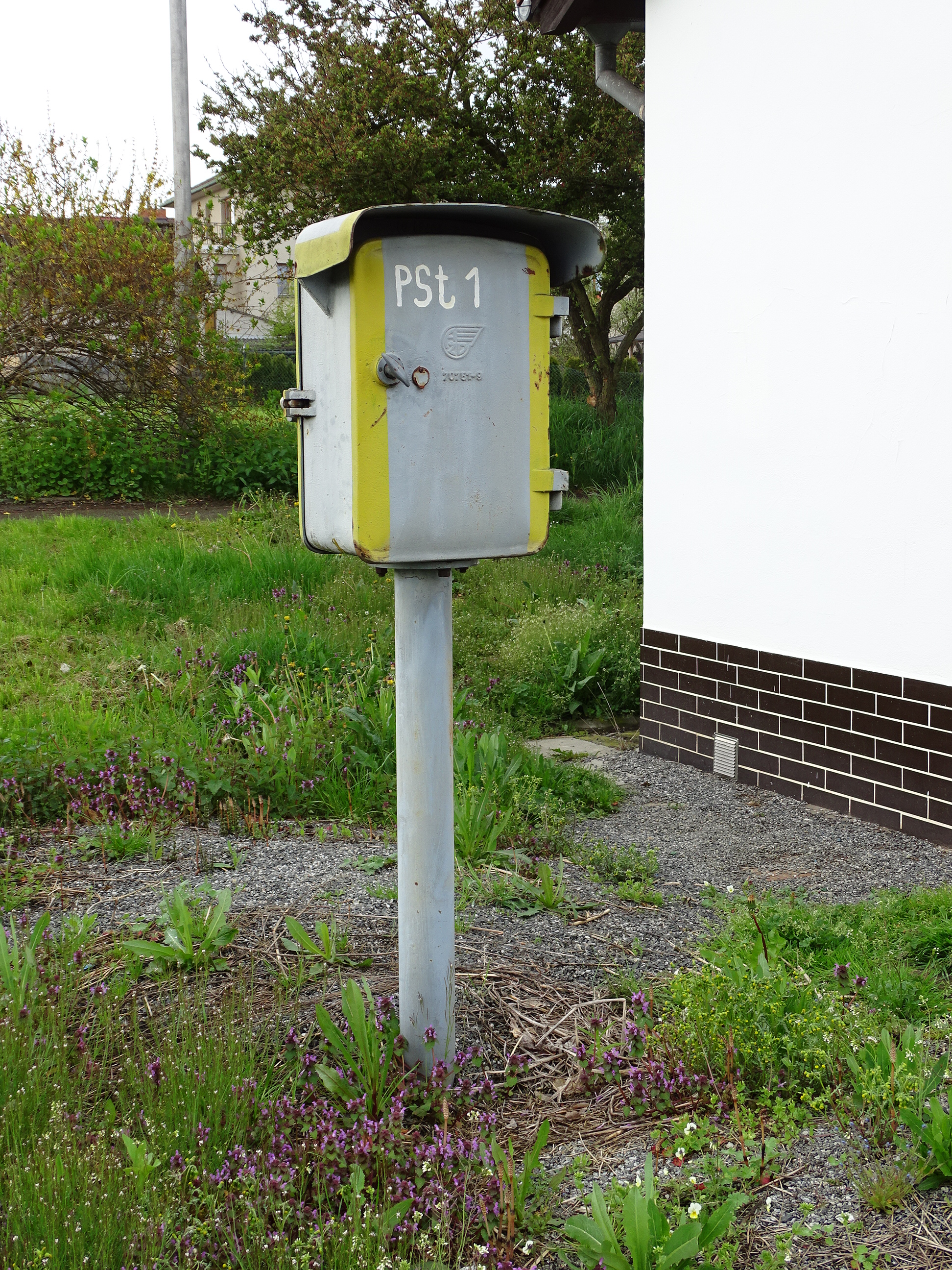
Pomocné stavědlo PSt 1 v zastávce Vlašim zastávka

Stavědlo je budova, z níž se na železnici ovládají výměny výhybek. Obvykle je umístěno na každém zhlaví železniční stanice.
Ve stavědle je signalista, který ovládá výhybky na povel výpravčího.
Stavědla bývala zřizována zejména ve stanicích s elektromechanickým, případně i reléovým zabezpečovacím zařízením.
V menších stanicích bývají obvykle stavědla dvě (a nebo jen jedno ústřední stavědlo), ve větších stanicích jsou dvě a více a navíc kvůli lepšímu přehledu umístěna ve výškových budovách.
V dnešní době je práce signalistů nahrazována automatizovanými zabezpečovacími systémy, takže stavědla pomalu ztrácejí svůj význam a jsou rušena.
Druhý význam pojmu stavědlo je staniční zabezpečovací zařízení.

Podle předpisu Správy železnic D1 část první stavědlo je stanoviště, kde jsou umístěny prostředky pro ovládání a kontrolu zabezpečovacího zařízení a pro ústřední přestavování výhybek a výkolejek. Zabezpečovací zařízení je obsluhováno zaměstnancem s odbornou způsobilostí výhybkáře - signalistou, popř. i výpravčím.
Stavědla (pracoviště obsazená signalistou, popř. výpravčím), ve stanicích se číslují v každé stanici postupně od začátku ke konci trati. Pro označení se stavědla označují zkratkou "St" a arabským číslem, tedy například St.1, St.2, atd.
Rozdíl mezi stavědlem a stanovištěm: 
- Stavědlo má označení St. a arabskou číslici (St.1). Výhybky jsou přestavovány ústředně a obsluhují se návěstidla.
- Stanoviště má označení St. a římskou číslici (St.I). Výhybky jsou přestavovány ručně a neobsluhují se návěstidla.